# ライナー・チムニク
ライナー・チムニク（Reiner Zimnik 1930年12月13日 - 2021年12月8日）はドイツの絵本作家。上部シュレジア地方ボイテン（現ポーランド領）生まれ。第二次世界大戦中にバイエルンへ逃亡。指物師のもとで徒弟となり、ミュンヘンで美術学校で学びながら、挿絵の仕事を始める。自由奔放なペン画と文を書いた処女作『熊とにんげん』でデビュー。簡潔な絵・文章で独特の世界を構築する事で知られている。主な代表作に『レクトロ物語』、『クレーン男』、『タイコたたきの夢』などがある。